# Village du Père Noël
Le village du Père Noël (finnois : Joulupukin Pajakylä) est une destination touristique dédiée au Père Noël.
Il se situe dans la proche banlieue de Rovaniemi, capitale de la province de Laponie finlandaise.

## Le lieu du Père Noël

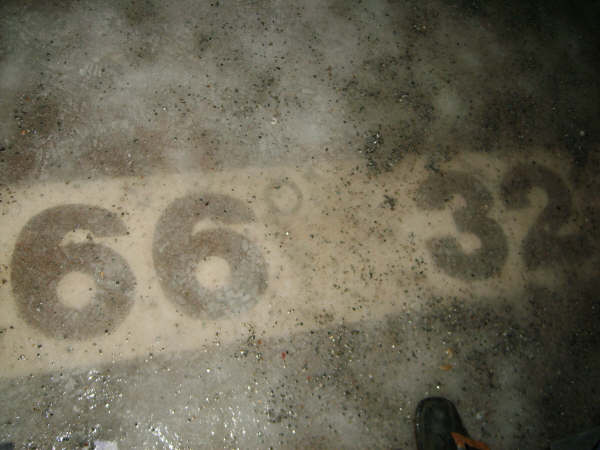
La ligne du cercle polaire Arctique.

Beaucoup de gens pensent que le Père Noël (appelé le joulupukki en finnois) vient de Laponie, et que le village est censé être son lieu de résidence.
C'est la destination touristique la plus populaire de Finlande, accueillant des milliers de visiteurs chaque année. La majorité des touristes viennent du Royaume-Uni, d'Allemagne, de Russie, de France, d'Irlande, de Chine, du Japon, d'Inde et d'autres pays. Ces dernières années, le nombre de touristes venus du continent américain a augmenté de manière significative, bien que les touristes venant des États-Unis ne représentent en 2005 que 4,7 % des visiteurs. En Amérique du Nord, la croyance la plus répandue est que le Père Noël vit au pôle Nord, vraisemblablement sur l'île d'Ellesmere (ou alors sur une autre île située près du Pôle Nord magnétique). Cette opinion est très répandue et se reflète dans de nombreux films (comme Le Pôle express) et publicités concernant Noël. Mais dans beaucoup de cultures européennes, le lieu de résidence du Père Noël n'est pas explicité.

## Localisation et transports
Le village se trouve à environ 8 km au nord-est du centre de Rovaniemi et à 2 km de l'aéroport de la ville. À l'époque de Noël, le nombre de vols quotidiens vers Rovaniemi triple. Beaucoup de touristes étrangers changent d'avion à l'aéroport de Helsinki-Vantaa ; le planning des vols est conçu pour qu'il n'y ait pas plus de trois heures d'attente entre les vols. À la même époque, il existe également des vols charter à destination de Rovaniemi en provenance directe de Suède, du Royaume-Uni ou d'autres pays. Les vols de Ryanair vers Tampere possèdent également des correspondances pour Rovaniemi.
Il y a également des liaisons en train et en autocar vers de nombreuses villes de Finlande. La ligne de bus no 8 de Rovaniemi relie la gare au village ; le trajet dure environ 30 minutes.

## Histoire
Eleanor Roosevelt, la femme du président des États-Unis Franklin D. Roosevelt, visita Rovaniemi en 1950 et fut la première touriste officielle de la région. La « Cabane de Mme Roosevelt », fut construite en son honneur ; elle est toujours visible au village près du bureau de poste du Père Noël.
Santa Claus Village est apparu en 1991 dans le premier épisode de la série documentaire de la BBC Pole to Pole, présentée par Michael Palin.

## Attractions

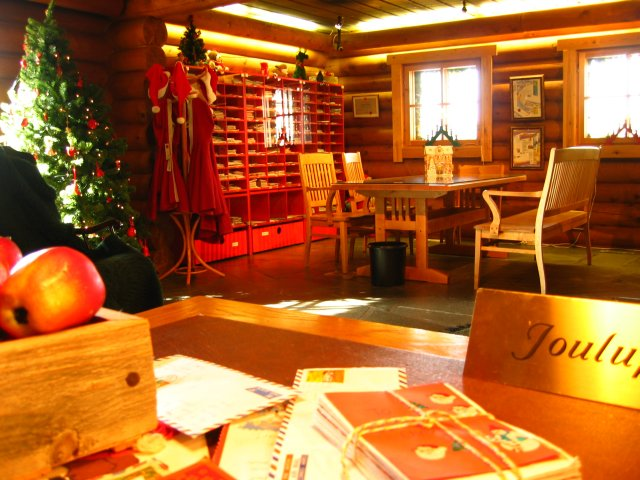
Bureau de poste du Père Noël.

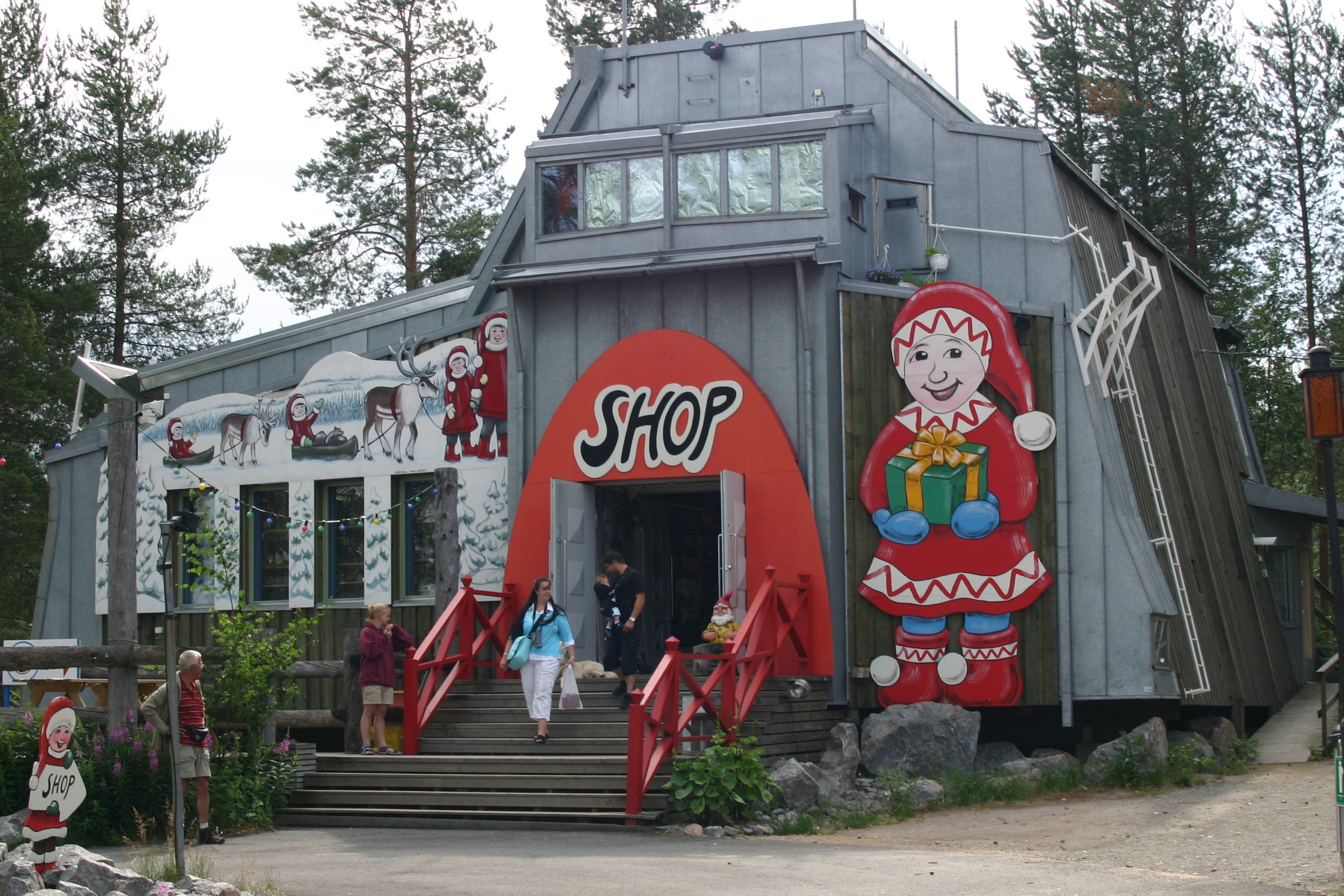
Une des boutiques du village.

### Le cercle polaire Arctique
Santa Claus Village est censé être situé sur le cercle polaire Arctique. En réalité sa latitude est de 66°32'37 soit environ 1'10"  au sud du cercle polaire (environ 2 km).
La ligne qui traverse le parc, censée le matérialiser, est inclinée d'environ 30° sur la carte comme on peut le constater ici. Il ne s'agit donc évidemment pas de la trace d'un parallèle.
C'est malgré tout un endroit où les touristes aiment beaucoup se photographier.

### La poste du Père Noël
Le bureau de poste du Père Noël vend un large choix de cadeaux, cartes postales et CD. Toutes les lettres postées de cet endroit sont tamponnées avec un tampon spécial à l'effigie du Père Noël, qui n'est utilisé qu'à cet endroit. Les visiteurs peuvent aussi poster des lettres qui seront distribuées au prochain Noël, quelle que soit la date à laquelle la lettre est postée. Il est également possible de commander des lettres du Père Noël pour un enfant ou un ami.

### Bureau du Père Noël
Situé dans le bâtiment principal du village, ce bureau est l'endroit où rencontrer le Père Noël et se faire photographier avec lui. Cependant, le Père Noël peut ne pas être toujours sur place, même quand son bureau est ouvert.

### Autres attractions
Le village contient également un restaurant et de nombreuses boutiques qui vendent des produits sur le thème de Noël et de la Laponie. Une boutique Swarovski se trouve également dans le bâtiment principal.

## Récompenses
Le Santa Park près du Santa Claus Village a été récompensé en 2007 par Topworld International et classé deuxième meilleure destination d'aventures en Finlande. En 2008, il est toujours en seconde position quand Topworld a invité les voyageurs à voter pour leur propre Top-10.